# Механичко учење
Механичко учење се још назива и учење напамет, пошто се градиво учи дословно, без измена и најчешће разумевања, односно успостављања смислених веза постојећег градива и било којег другог, без обзира да ли је у питању исти наставни предмет или неки други. У пракси се често употребљава термин дословно или буквално учење, а у жаргону „бубање“, „штребање“ или „дриловање“.

## Примена и примери
Може се разликовати неколико варијанти ове методе учења:

1) Учење напамет градива које се иначе не учи смислено (попут таблице множења или назива организама изведених из латинског језика који ученици рецимо не уче).
2) Учење градива које може да се разуме, али је неопходно научити га напамет (на пример рецитација или текст за позоришну представу).
3) Учење градива које може да се разуме, али у процесу наставе, углавном грешком наставника дотично градиво није учињено смисленим. Овакво учење постоји у школској пракси, али је непожељно.

## Механичко учење и друге методе
Учење које се потпуно разликује је смислено учење. Механичко учење не искључује како вербално, тако ни практично учење и може се комбиновати са овим методама.